# 井口雅勝
井口 雅勝（いぐち まさかつ、1949年11月26日 - ）は、日本の元ラグビー選手。

## プロフィール
- 京都府出身。
- ポジションはスタンドオフ(SO)。
- 身長 175cm、体重 80kg
- 日本代表キャップは8。

## 経歴
東山高校を経て法政大学でプレー。
卒業後は栗田工業ラグビー部に入団した。
1973年のフランス戦で日本代表初キャップを獲得。
東山高校ラグビー部OB会会長。
最近はシニアのラグビーチームで活躍している。（スタンドオフ）